# Metabox
Die Metabox AG bzw. met@box AG war ein Unternehmen der Unterhaltungselektronik- und Multimedia-Branche mit Sitz in Hildesheim, das sich zuletzt primär mit der Entwicklung und dem Vertrieb von Set-Top-Boxen bzw. Geräten für interaktives Fernsehen beschäftigte.

## Hintergrund
Die Firma wurde von ehemaligen Entwicklungsingenieuren und Managern der Amiga Technologies 1996 als PIOS Computer AG gegründet. Später wurde sie zur Metabox AG umfirmiert. Zunächst wurde geplant, PowerPC-basierte PReP-Rechner (Macintosh-Clones) auf den Markt zu bringen. Nach zahlreichen Testsiegen der Macintosh-Clones (Keenya, Magna) beendete Apple 1997 nach der Rückkehr von Steve Jobs die MacOS-Lizenzierung, sodass diese Produktlinie wieder eingestellt werden musste. Später wurden CHRP-Rechner und PowerPC-Karten für Amiga-Rechner ins Auge gefasst.

## Geschichte

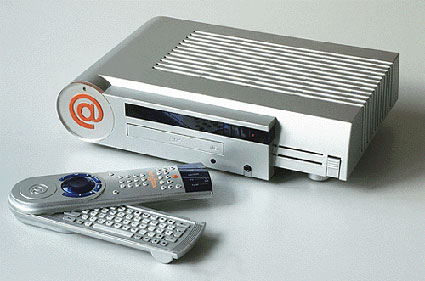
Metabox 1000 (Phoenix)

Zu Beginn wurden PowerPC-Karten für Apple-Rechner (Marke JoeCard) und Macintosh-kompatible Rechner (Keenya, Magna) entwickelt und erfolgreich international vertrieben. Zusätzlich plante die Firma, ähnliche Karten für die Computer der Marke Amiga (Marke AmiJoe) zu entwickeln, für die durch externe Programmierer auch ein natives Betriebssystem („PowerOS“) geschrieben werden sollte.
Parallel wurden die ersten Internet-Set-Top-Boxen MB50 (Kooperation mit Ravisent) und MB500 (entwickelt unter OS/2) gebaut und verkauft. Eine Redaktion für Internet-TV (MetaTV) entstand. Die Entwicklung einer hochmodularen, Coldfire-basierten Set-Top-Box, die bereits Funktionen wie DVD-Player, Harddisk-Recording und DVB-T umfasst, wurde 1999/2000 gestartet (Metabox 1000 bzw. Phoenix). MHP-Unterstützung war geplant.
Allerdings folgte 2001 für die am Neuen Markt notierte Metabox AG ein dramatischer Einbruch. Aufgrund von Missmanagement wurde die Aufmerksamkeit der einschlägigen Medien geweckt, die eine Meldung des Unternehmens über einen millionenschweren Auftrag anzweifelten. Im Mai 2001 musste das Unternehmen die Eröffnung eines Insolvenzverfahrens beantragen.
Die Geschichte von Metabox endete jedoch nicht mit dem Insolvenzantrag. Eine Aktionärsgemeinschaft hatte sich gegründet und unterstützte das Unternehmen.
Anfang November 2001 wurde der Insolvenzantrag überraschend in letzter Minute zurückgezogen. Alle Aktionäre, die damit wieder Hoffnung geschöpft hatten, wurden jedoch enttäuscht. Anfang April 2002 teilte der Vorstand mit, man werde den Neuen Markt verlassen. Einige Monate später, am 30. August 2002, stellte der Vorstand erneut einen Insolvenzantrag. Im Oktober 2002 wurden letztlich alle Mitarbeiter bzw. die verbliebenen Metabox-1000-Entwickler entlassen.
Wichtige Manager der Metabox AG waren Stefan Domeyer (Gründer & Vorstandsvorsitzender), Geerd Ulrich Ebeling (Mitbegründer & Vorstand Operations) sowie Herbert Steinhauer (letzter Vorstand). Wichtige Mitgründer waren die Amiga-Veteranen Dave Haynie (Technik), Peter Kittel und Andy Finkel. Auch Stefan Domeyer selbst hatte zuvor als Geschäftsführer für Amiga Technologies gearbeitet.
Wichtiges Tochterunternehmen der Metabox AG war die Amstrad GmbH.

## Die Krise
Der Neue Markt war eine Startup-Börse, an der sich von ihrer Gründung 1997 bis zu ihrer Auflösung 2004 eine Reihe von jungen Firmen Eigenkapital beschaffen konnten. Darunter waren viele Firmen, die sich aufgrund ihrer Risiko-Bewertung ansonsten nur Unterstützung durch privates Risikokapital (von Venture-Capital-Beteiligungsgesellschaften) hätten erhoffen können. Gerade Firmen im Umfeld des Internet-Booms der späten 1990er Jahre waren zunächst hochbewertet, mussten jedoch später Insolvenz anmelden oder wegen (vermeintlichen oder tatsächlichen) Betruges geschlossen werden.
Die Metabox AG konnte in dieser euphorischen Börsen-Stimmung ihre Aktien weit vor der Realisierung eines Massenproduktes platzieren – ein mehrfach gesehener Vorgang in dieser Phase des Neuen Marktes, in der aufgrund der bloßen Hoffnung auf künftige Märkte vielen Aktien zu hohen Kursgewinnen verholfen wurde. Dieser Umstand hoher Kurswerte wurde später von vielen Beobachtern rückblickend, d. h. nach Platzen der Spekulationsblase, kritisiert. Allerdings hat auch die Leichtsinnigkeit vieler Anleger, häufig getrieben von Gier und euphorischen Kaufempfehlungen von „Analysten“ und „Börsengurus“, diese Entwicklung befördert.
In diesem später zunehmend auch kritisch beobachteten Umfeld entwickelte die Metabox AG eine internettaugliche Settopbox (Metabox 1000) als Nachfolger früherer Produkte, geriet jedoch mit deren Fertigstellung immer mehr in Verzug. Die Metabox AG hatte in der Blütezeit des Neuen Marktes millionenschwere Großaufträge angekündigt, die jedoch – spätestens durch die Unternehmensinsolvenz – nicht zur Ausführung kamen. Zum Skandal wurde im April 2000 eine Ad-hoc-Meldung, in der berichtet wurde, ein ausländisches Unternehmen habe mit einer Tochtergesellschaft von Metabox einen Vertrag über den Kauf von 500.000 digitalen Multimedia-Boxen im Wert von umgerechnet rund 255 Millionen Euro abgeschlossen. Tatsächlich gab es lediglich einen Vorvertrag (Letter of Intent), der allerdings für den Käufer bereits eine feste Abnahmeverpflichtung beinhaltete. Unmittelbar nach der Veröffentlichung stieg der Kurs der Aktie von 38,90 auf zeitweise bis zu 83,80 Euro.
Der Umstand, dass der Name des Vertragspartners auch auf Nachfrage nicht genannt wurde, rief zahlreiche Kritiker auf den Plan. Mehrere Berichterstatter und Börsen-Experten unterstellten dem Unternehmen Rechtsverstöße, die sich jedoch zunächst nicht eindeutig belegen ließen. Schließlich eröffnete die Staatsanwaltschaft ein Ermittlungsverfahren gegen Verantwortliche der Metabox AG. Es kam zu massiven Kurseinbrüchen. Der Gründer & CEO Stefan Domeyer wurde im Juli 2004 in Hildesheim zu einer Haftstrafe von sieben Monaten verurteilt, die zur Bewährung ausgesetzt wurde. Außerdem musste er 10.000 Euro als Bewährungsauflage zahlen. Das Gericht sah es als erwiesen an, dass er im Jahr 2000 durch die Veröffentlichung einer falschen Börsen-Pflichtmitteilung (Ad-hoc-Meldungen) den Kurs der Metabox-Aktie in die Höhe getrieben hatte. In dieser Meldung war behauptet worden, dem Unternehmen sei „ein weiterer wichtiger Schritt in der internationalen Vermarktung seines Internet-TV-Konzeptes gelungen“, man habe „einen Vertrag über den Kauf von 500.000 interaktiven, digitalen Multimedia-Set-Top-Boxen im Wert von rund 500.000.000 Deutsche Mark geschlossen“.
Ende 2005 scheiterte Domeyer mit einem Revisionsantrag beim Bundesgerichtshof (BGH). Die Karlsruher Richter sahen in dem Urteil des Hildesheimer Landgerichts keinen Rechtsfehler zum Nachteil des Angeklagten und wiesen die Revision durch Beschluss zurück.
Letztlich ist das Unternehmen an der technischen Fertigstellung der neuen Boxengeneration gescheitert und musste im Jahr 2001 Insolvenz anmelden.